# Memorial às Crianças Vítimas da Guerra
O Memorial às Crianças Vítimas da Guerra  é uma escultura de bronze criada por Marie Uchytilová em Lídice, República Checa. O memorial homenageia um grupo de 82 crianças de Lídice que foram asfixiadas com gás no Campo de extermínio de Chełmno no verão de 1942, durante a Segunda Guerra Mundial. O trabalho no memorial começou em 1980, mas foi só em 2000, dez anos após a morte de Uchytilová, que o memorial foi completado por seu marido.

## História
Em 10 de junho de 1942, nazistas mataram todos os 173 homens e 52 mulheres adultas da pequena cidade de Lídice como uma represália pelo assassinato do oficial nazista Reinhard Heydrich, o Reichsprotektor (governante) do Protetorado da Boêmia e Morávia. A aldeia foi arrasada, dezessete crianças que foram consideradas adequadas para serem "germanizadas" foram levadas pelos nazistas, as mulheres e crianças restantes foram separadas e foram enviadas para campos de concentração. As crianças foram asfixiadas com gás naquele verão em caminhões de gás em Chełmno. Após a guerra, uma cruz foi erguida em Lídice em memória às crianças assassinadas, mas pouca coisa ocorreu nas duas décadas seguintes.

## Características
Em 1980, a escultora Marie Uchytilová iniciou os planos para um memorial que não apenas homenagearia as crianças locais que morreram, mas simbolizaria as "13 milhões de crianças vítimas da Segunda Guerra Mundial". Antes de começar as fundições em bronze, Uchytilová encontrou-se com as mães sobreviventes para entender as características físicas e os traços de personalidade das crianças, Uchytilová também viu fotos delas. No entanto, ela garantiu que as esculturas não seriam totalmente legítimas. No final desse período, antes da morte de Uchytilová, em 1989, ela havia criado apenas imagens de gesso das crianças com feições de medo, desesperadas; ficou a cargo do marido, Jiri Hampel, completar o resto do trabalho em fundições de bronze. O financiamento do memorial foi facilitado por doações do Governo da República Checa, bem como de doadores individuais e estrangeiros. O memorial, com as estátuas voltadas para a frente em 180 graus, foi finalmente erguido em 2000, com a vista para a velha cidade de Lídice, em um prado onde os moradores foram mortos durante a guerra.

## Galeria

Detalhes
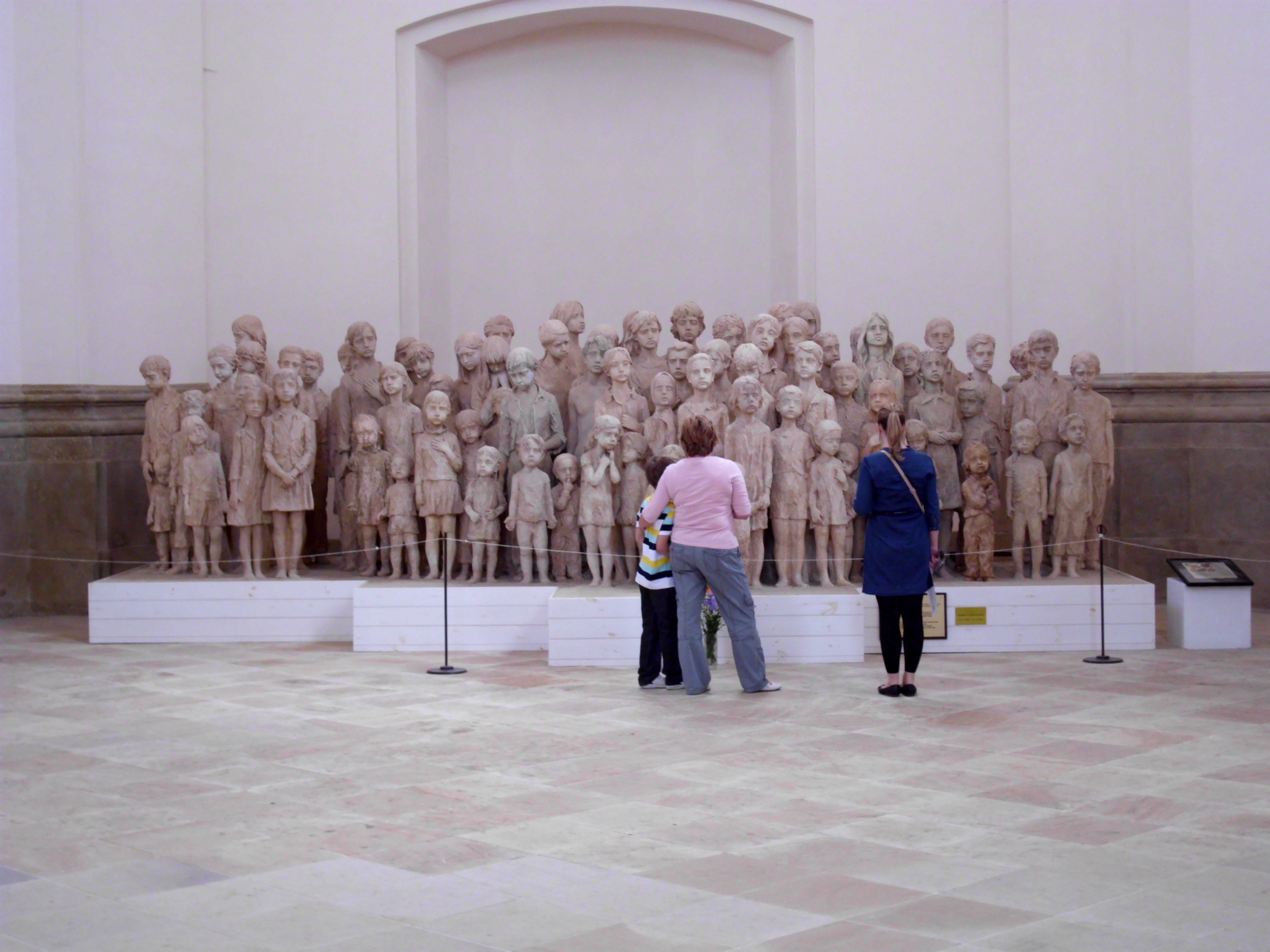
Esculturas de gesso criadas por Uchytilová antes de sua morte
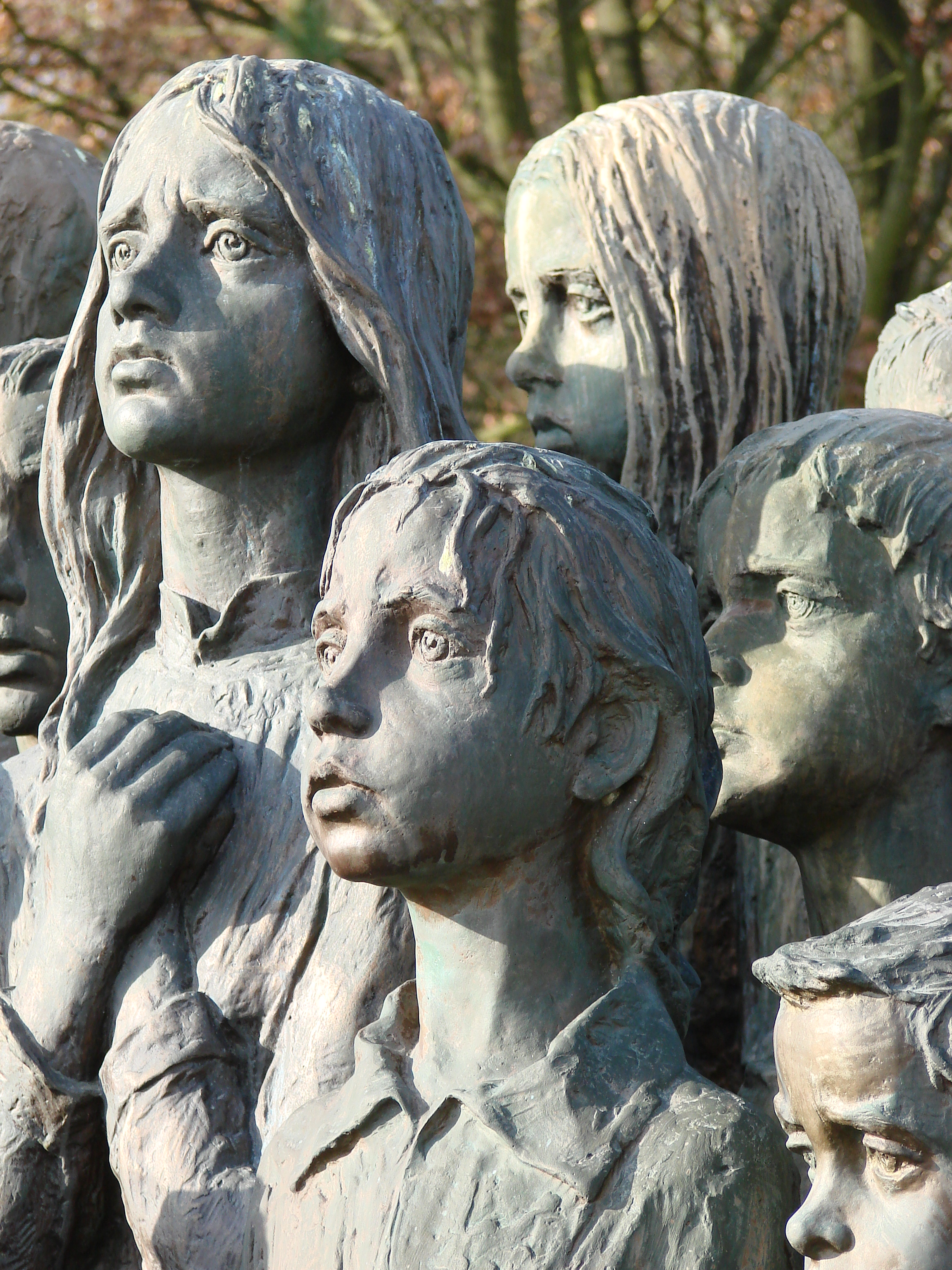
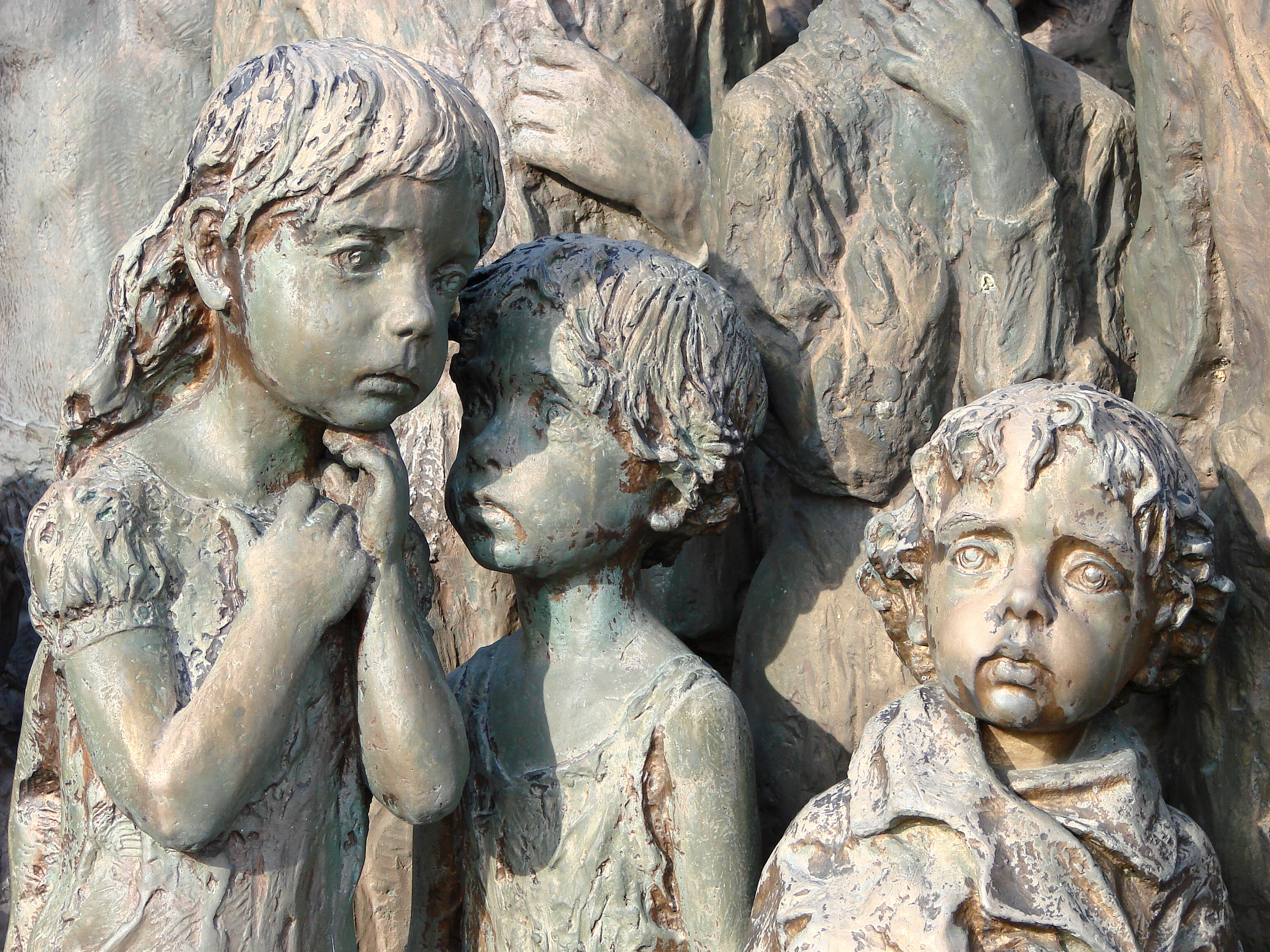
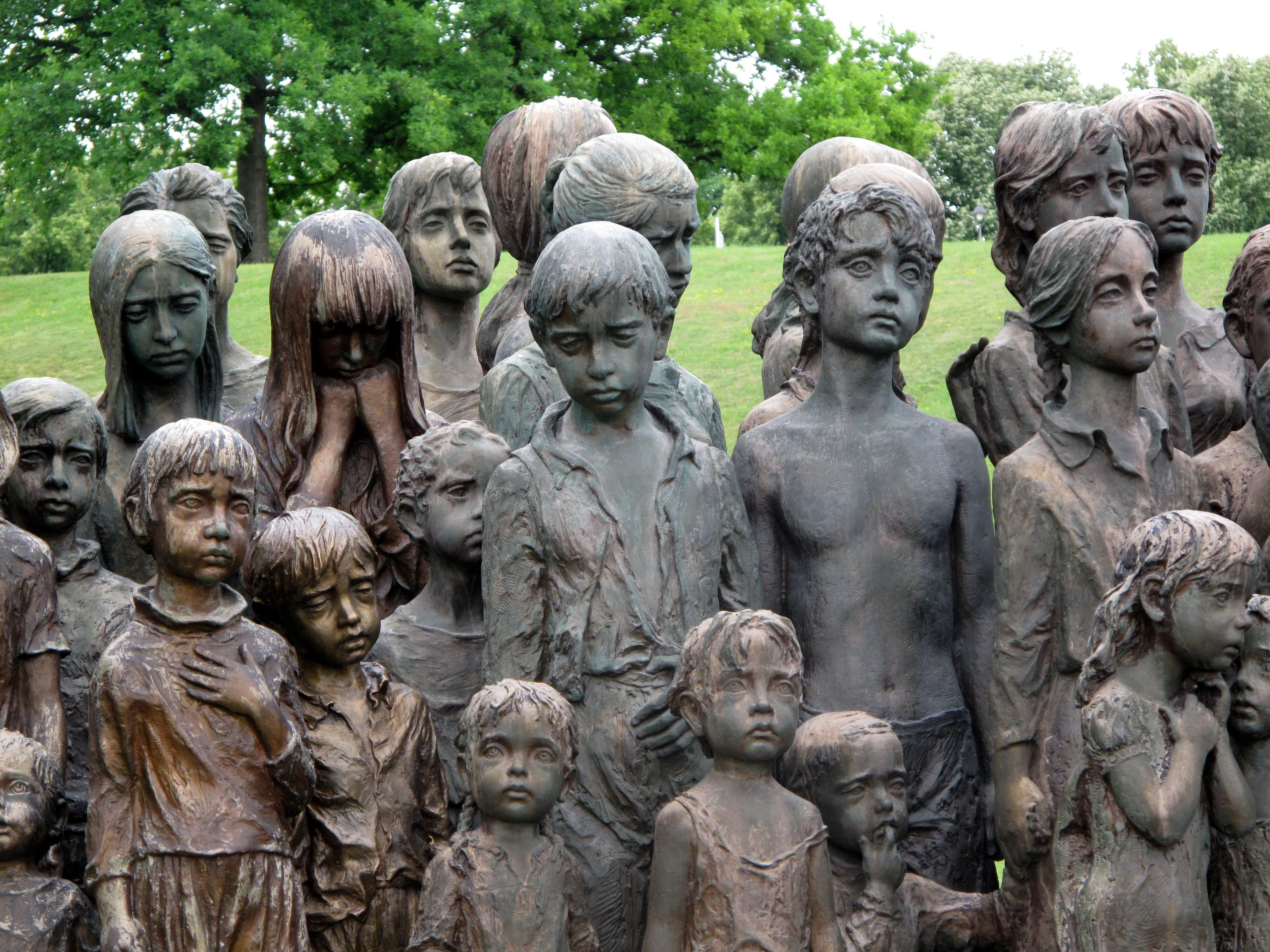
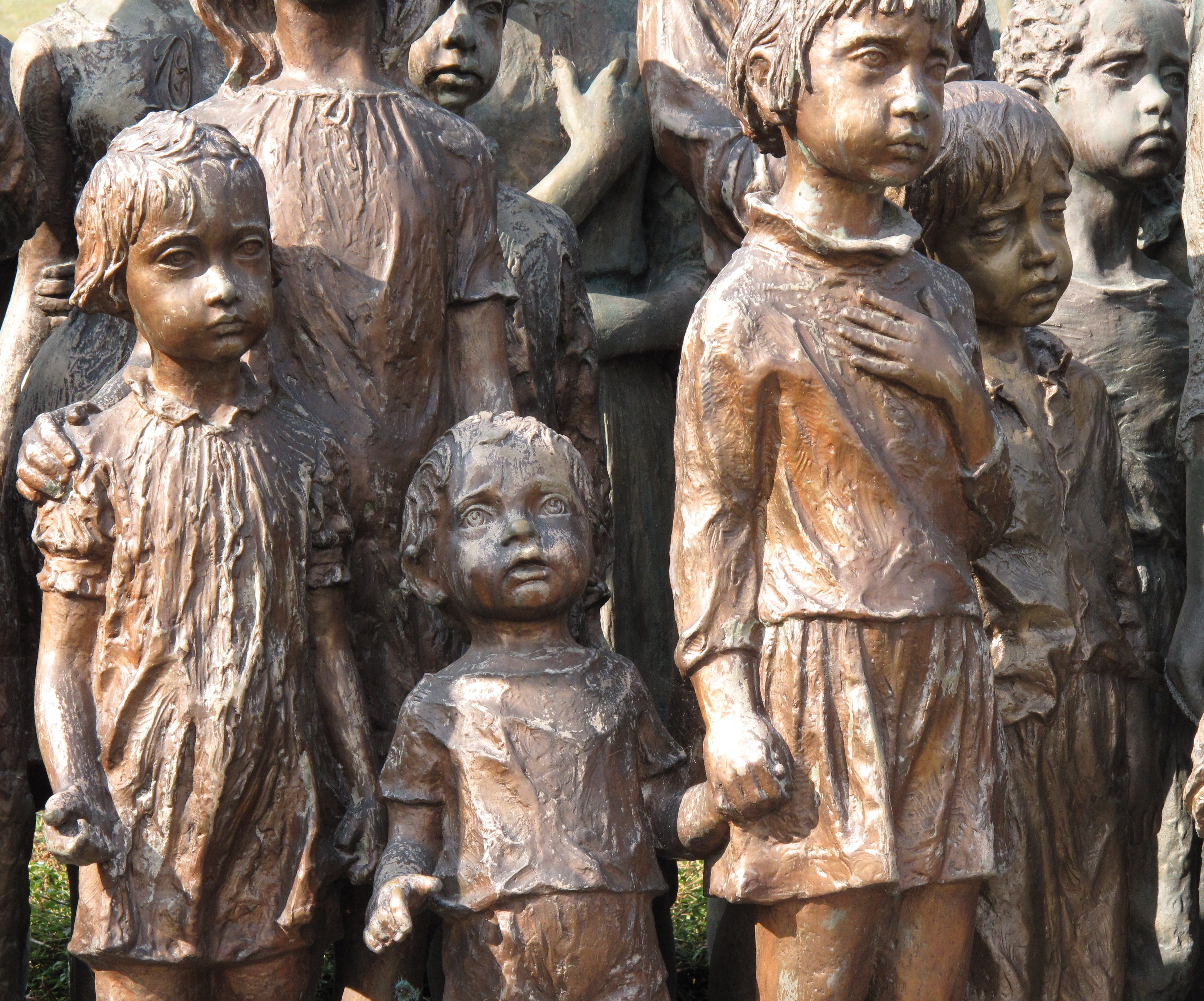
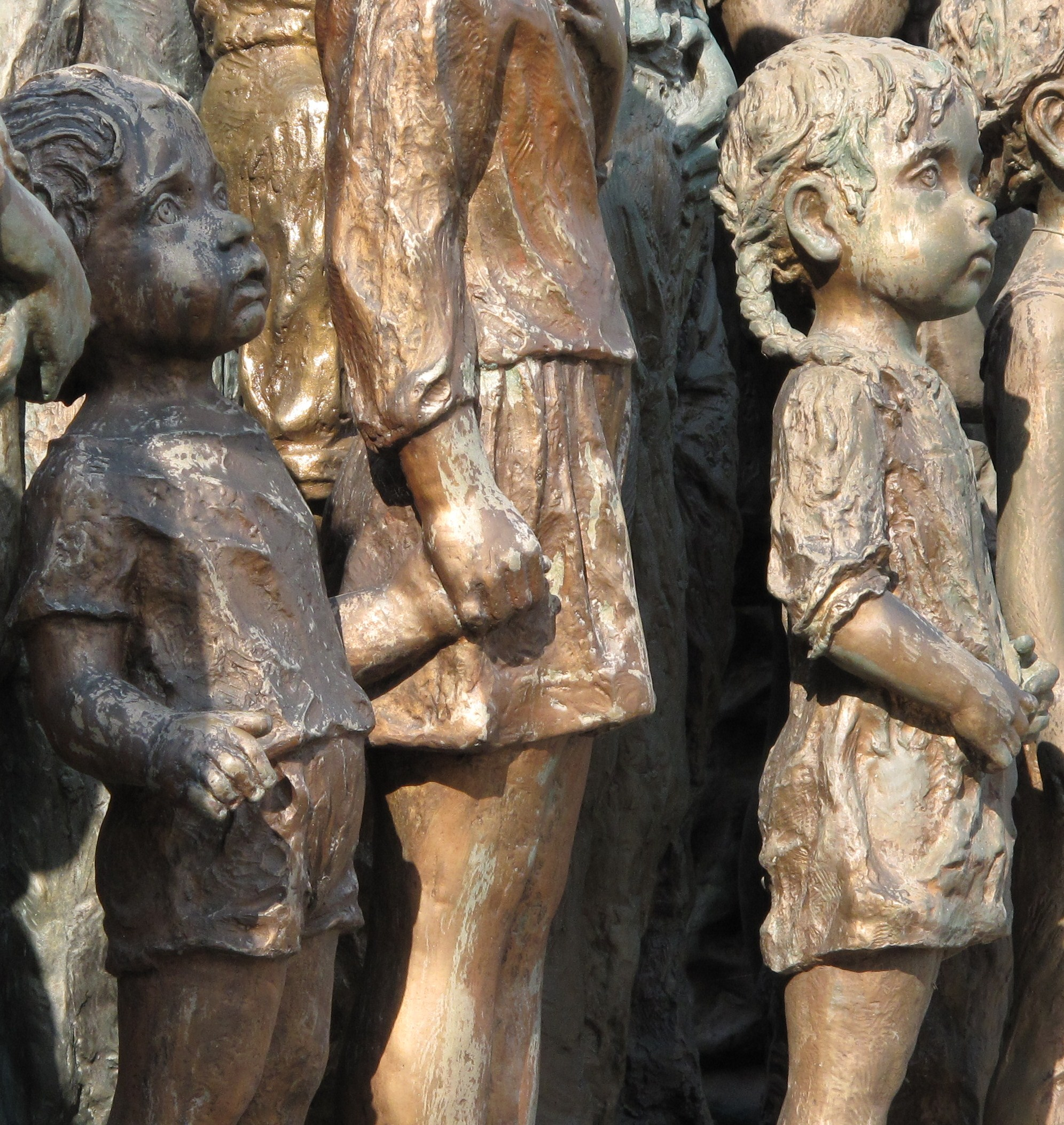
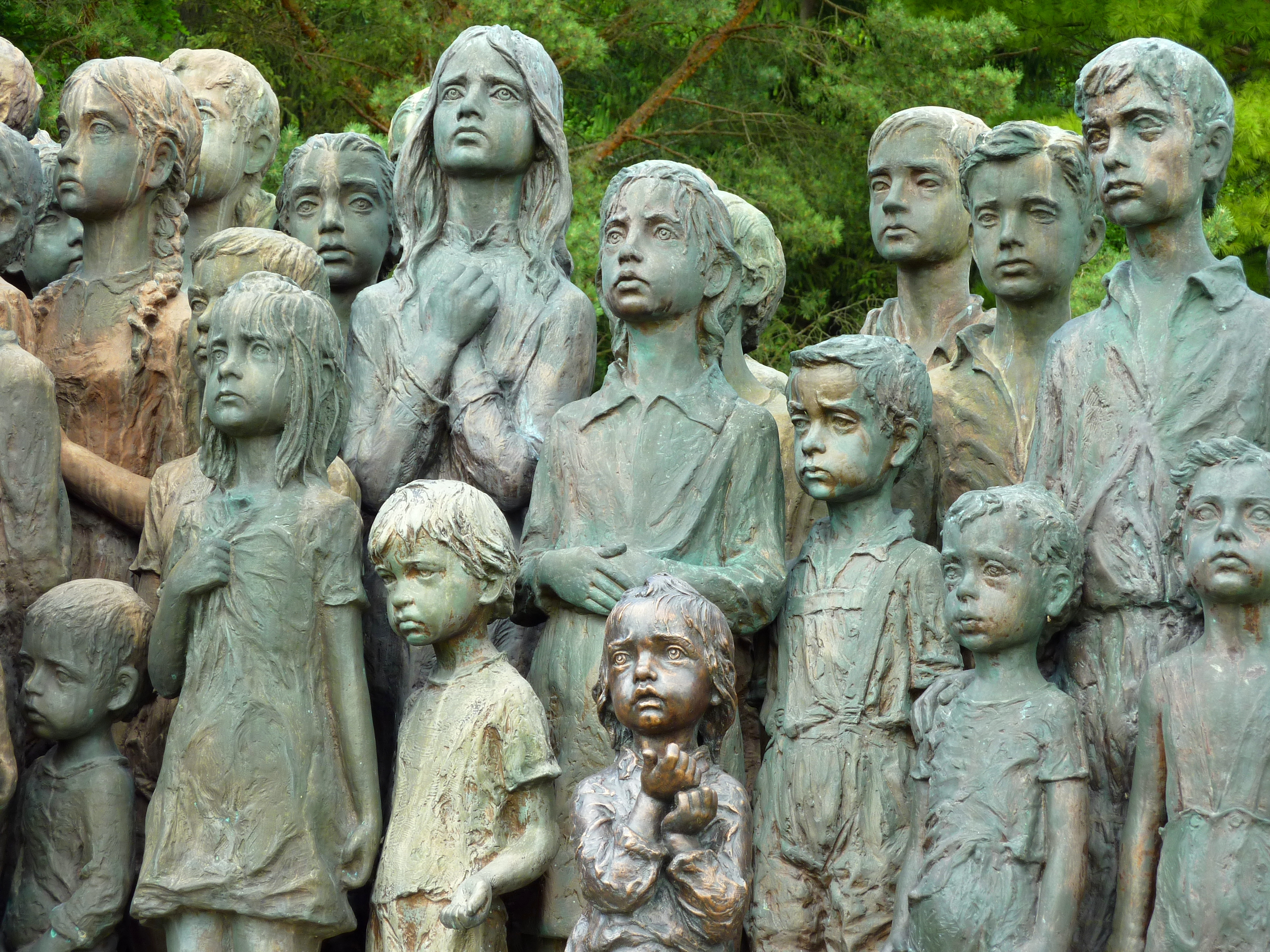